# Motorični nevron
Motorični nevron je eferentni nevron v osrednjem živčevju (telo nevrona se nahaja v motorični skorji, možganskem deblu ali hrbtenjači), katerega nevrit se končuje bodisi v hrbtenjači ali zunaj nje, zlasti v skeletni mišici, lahko pa tudi v žlezi. Obstajata dva tipa motoričnih nevronov, zgornji in spodnji. Zgornji izvirajo iz možganov (npr. nevroni iz motoričnega predela možganske skorje) in tvorijo sinapse s spodnjimi motoričnimi nevroni; slednji pa so motorični nevroni hrbtenjače ali možganskega debla, ki neposredno oživčujejo skeletne mišice. Nevriti spodnjih motoričnih nevronov se eferentna živčna vlakna, ki prenašajo signal iz hrbtenjače do efektorskih celic. Podtipi spodnjih motoričnih nevronov so motorični nevroni alfa, motorični nevroni beta in  motorični nevroni gama.
Posamezen motorični nevron lahko oživčuje številne mišične celica in posamezna mišična celica lahko prejme iz motoričnega nevrona številne akcijske potenciale, da se sproži posamezna mišična fascikulacija.